# Djurgården Hockey 2011/2012
Djurgården Hockey spelade i Elitserien. Man slutade näst sist i serien, vilket ledde till att man fick spela i Kvalserien, där man kom på en tredje plats, vilket ledde till att Djurgården åkte ut.